# Sächsische Landesbank
Die Sächsische Landesbank war ein 1945 bis 1950 bestehendes Kreditinstitut in der SBZ bzw. DDR.
Nach dem Zweiten Weltkrieg stand Deutschland unter Verwaltung der vier Siegermächte. In der SBZ wurde schnell begonnen, das Wirtschaftssystem im Sinne der sozialistischen Ideologie der Sowjetunion umzustellen. Ein Schlüssel zur Steuerung der Wirtschaft war die Kontrolle über das Bankwesen.
Mit Befehl Nr. 10 der SMAD vom 23. Juli 1945 wurden alle privaten Banken und Versicherungen geschlossen. Am 14. August 1945 wurde mit Verordnung der Landesverwaltung Sachsen die Sächsische Landesbank gegründet. Aufgabe war die Auflösung der bestehenden Banken und die Übernahme der Forderungen und Verbindlichkeiten. Insgesamt wurden in Sachsen 80 Kreditinstitute mit 179 Filialen geschlossen und in die Sächsische Landesbank übernommen. Übernommen wurden zum Beispiel die ehemals gewerkschaftseigene Bank der Deutschen Arbeit, die landwirtschaftliche Spezialbank „Landständische Bank“ in Bautzen und viele andere.
Nach einer Umbenennung im Sommer 1947 zu Sächsische Landeskreditbank wurde die Bank 1950 in die Deutsche Notenbank eingegliedert.

## Präsidenten
- Carl Degenhardt (1945–1946)[2]
- Richard Holland (1946–1948)[3]
- Leon Löwenkopf (1948–1950)